# Fête du sauveur des pommes
La Fête du Sauveur des pommes ou Iablotchny Spas (en ukrainien : Я́блучний Спа́с, en russe : Я́блочный Спа́с, parfois nommée également Fête du Sauveur sur la colline est le nom folklorique populaire slave oriental de la fête de la Transfiguration, célébrée en août.
Il s'agit de la deuxième des trois fêtes du Sauveur du christianisme orthodoxe, au cours desquelles les produits alimentaires sont bénis à l'église puis consommés par les fidèles et non par les prêtres, comme dans les prémices du judaïsme. Les autres sont la Fête Sauveur du Miel, célébrée le 1er août en Ukraine et le 14 août (OS 1er août) en Russie et en Biélorussie et la Fête du Sauveur des Noix  célébrée le 16 août en Ukraine et le 29 août (OS 1er août). OS 16 août) en Russie et en Biélorussie
Cette fête a une origine préchrétienne ; elle est associée à la récolte des fruits mûrs, notamment des pommes. Dans le folklore slave oriental, elle marque le début de l’automne et symbolise la transfiguration de la nature. Une ancienne tradition de bénédiction des vendanges lors de la Transfiguration existait l’Empire byzantin. V'est parce qu'en Russie les pommes sont des fruits plus souvent récoltés que les raisins que la fête a pris son nom. Il y a des processions et des bénédictions des récoltes. Habituellement, lors de cette fête, les Russes, les Ukrainiens et les Biélorusses mangent des pommes, des tartes aux pommes ou d'autres plats contenant des pommes, même s'ils ne sont pas chrétiens orthodoxes.

## Fête de la Transfiguration du village ukrainien de Spas

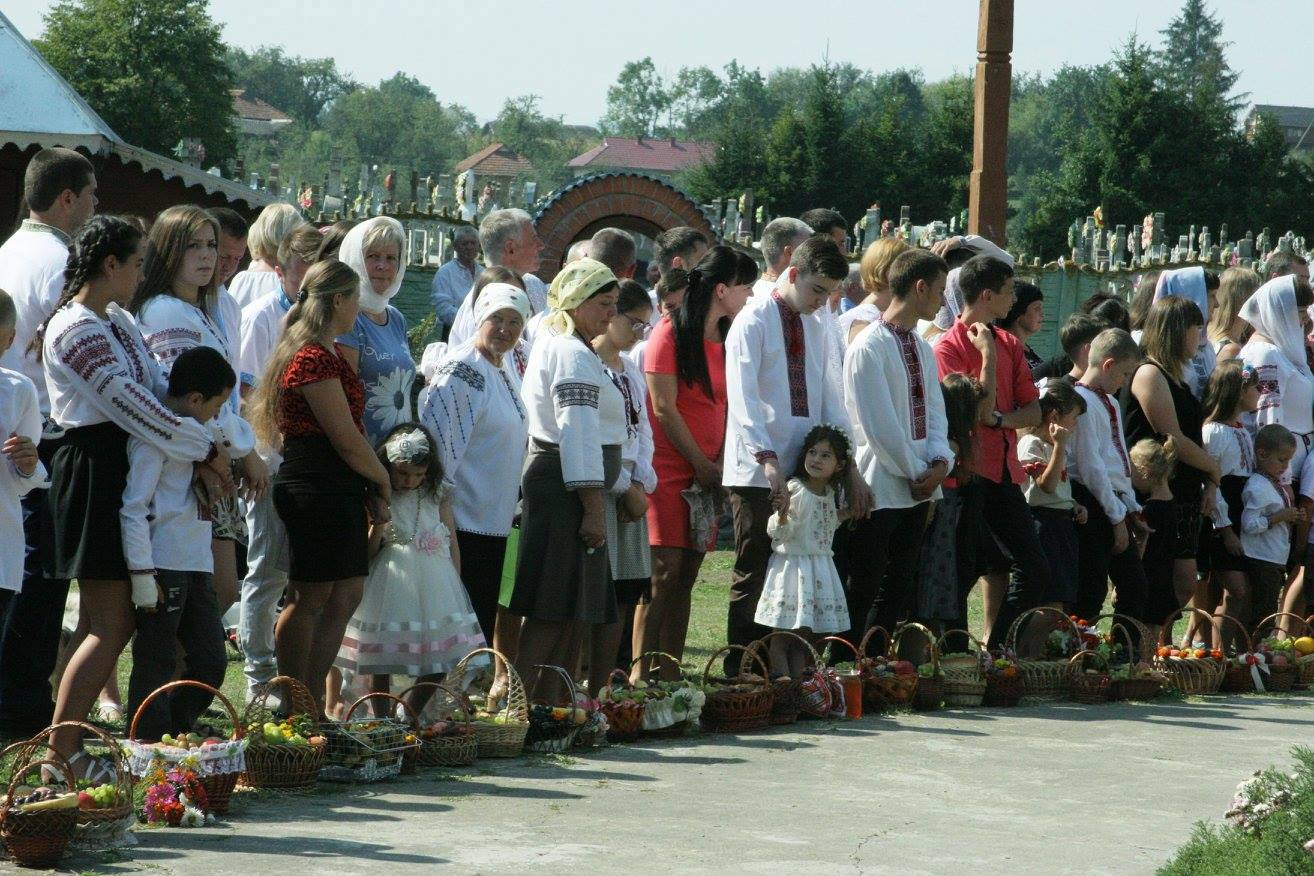
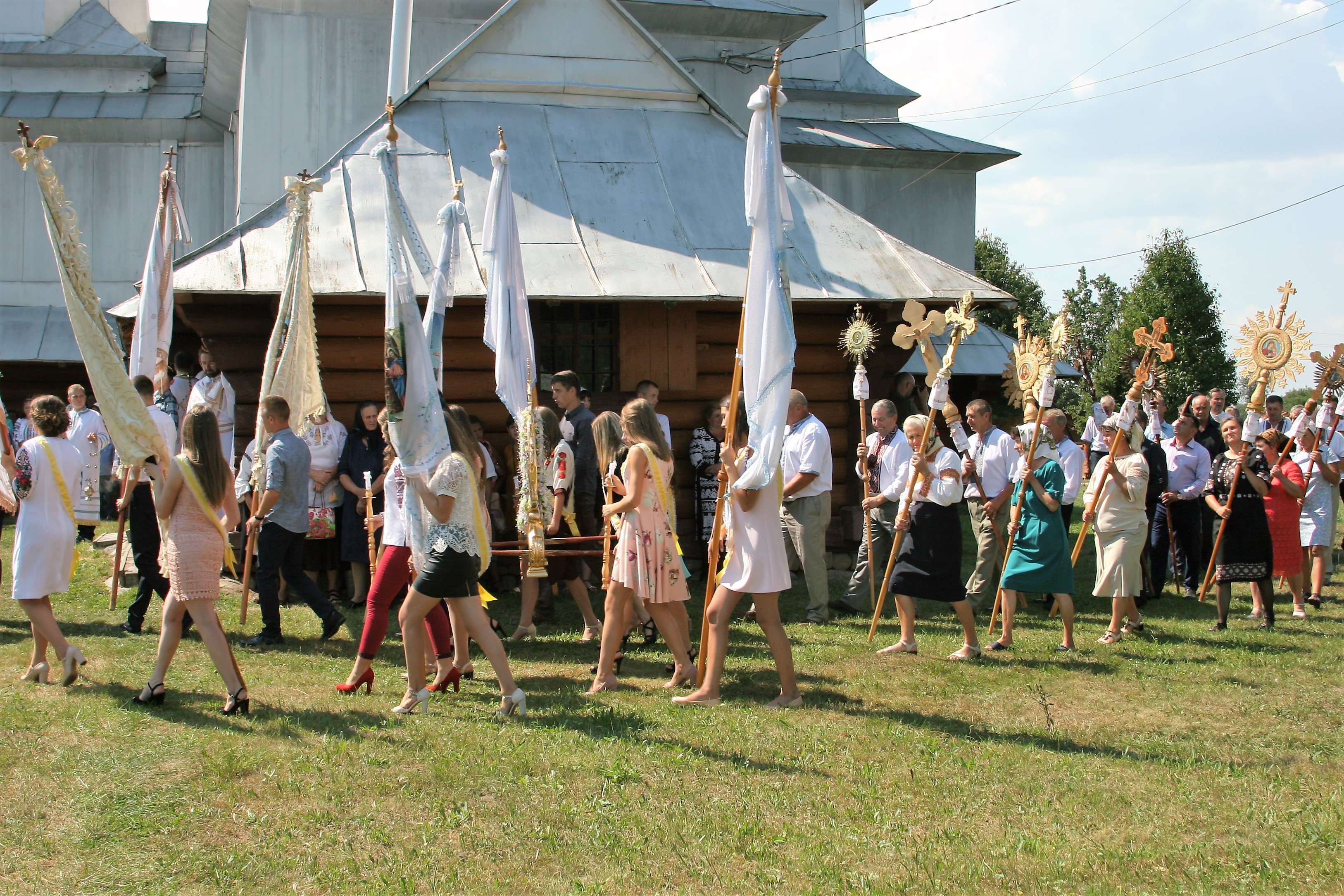
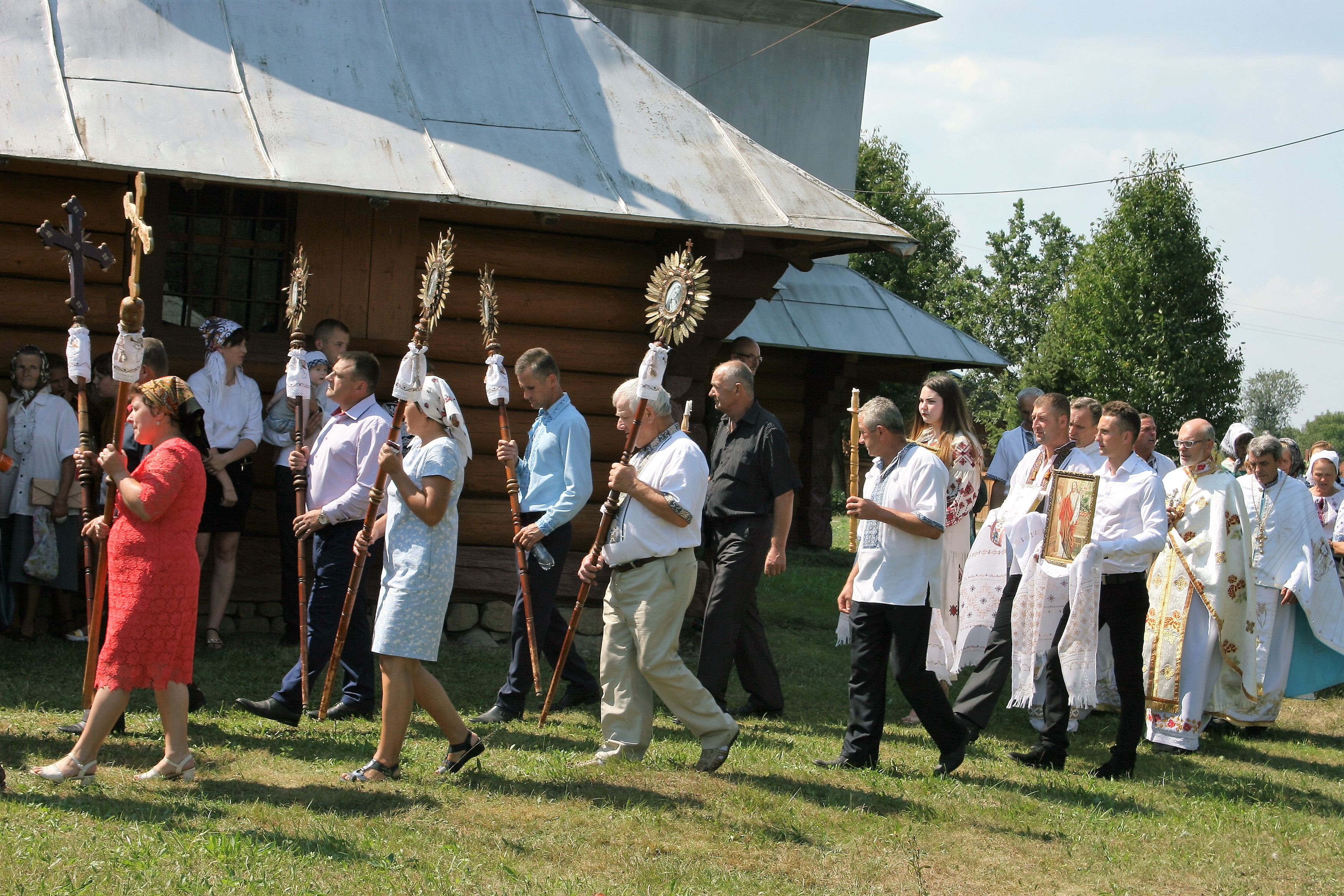

- Bénédiction des fruits  par l'eau bénite lors de la célébration de la fête de la Transfiguration au village de Spas dans le  raion de Kolomyia, région d'Ivano-Frankivsk en Ukraine.

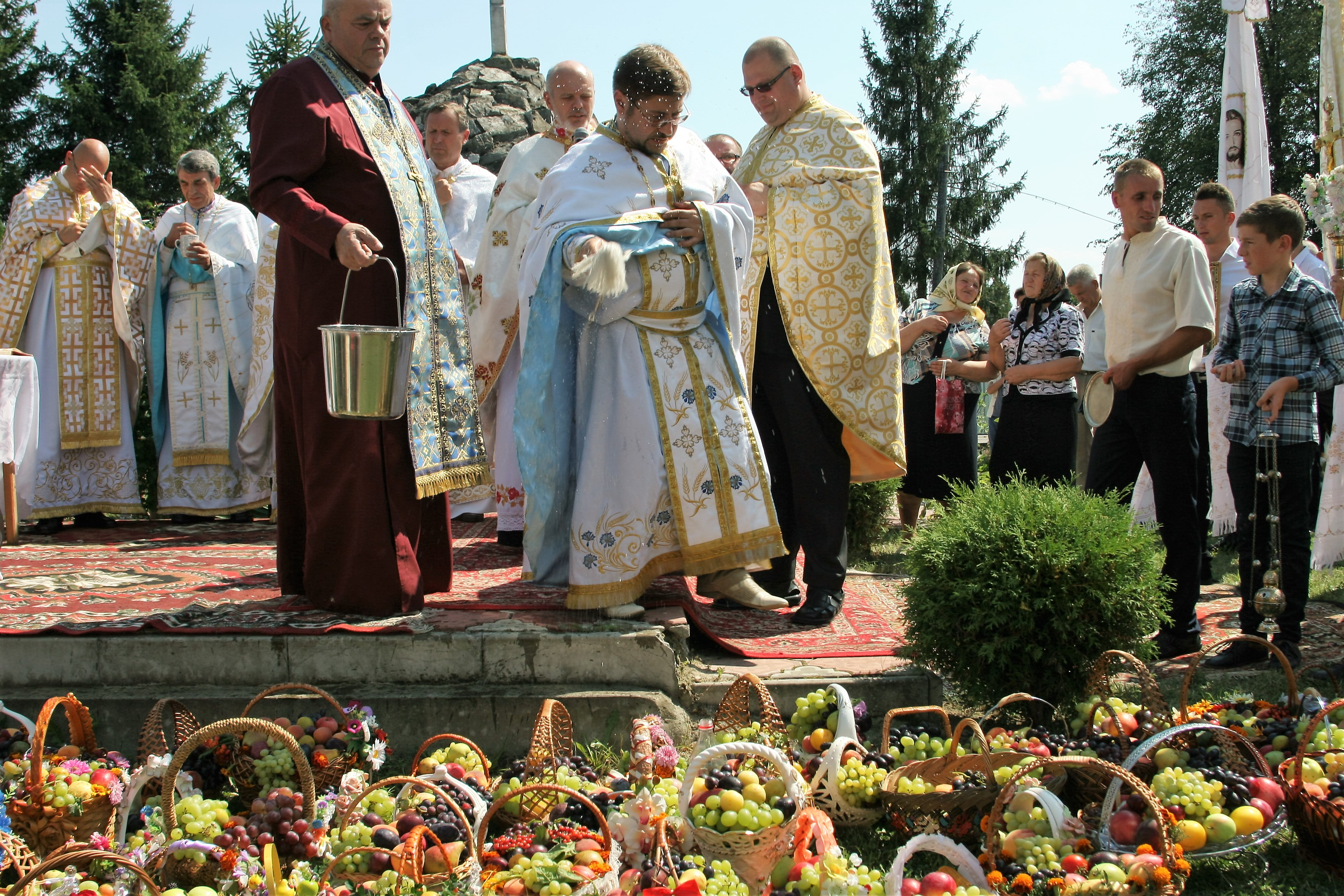
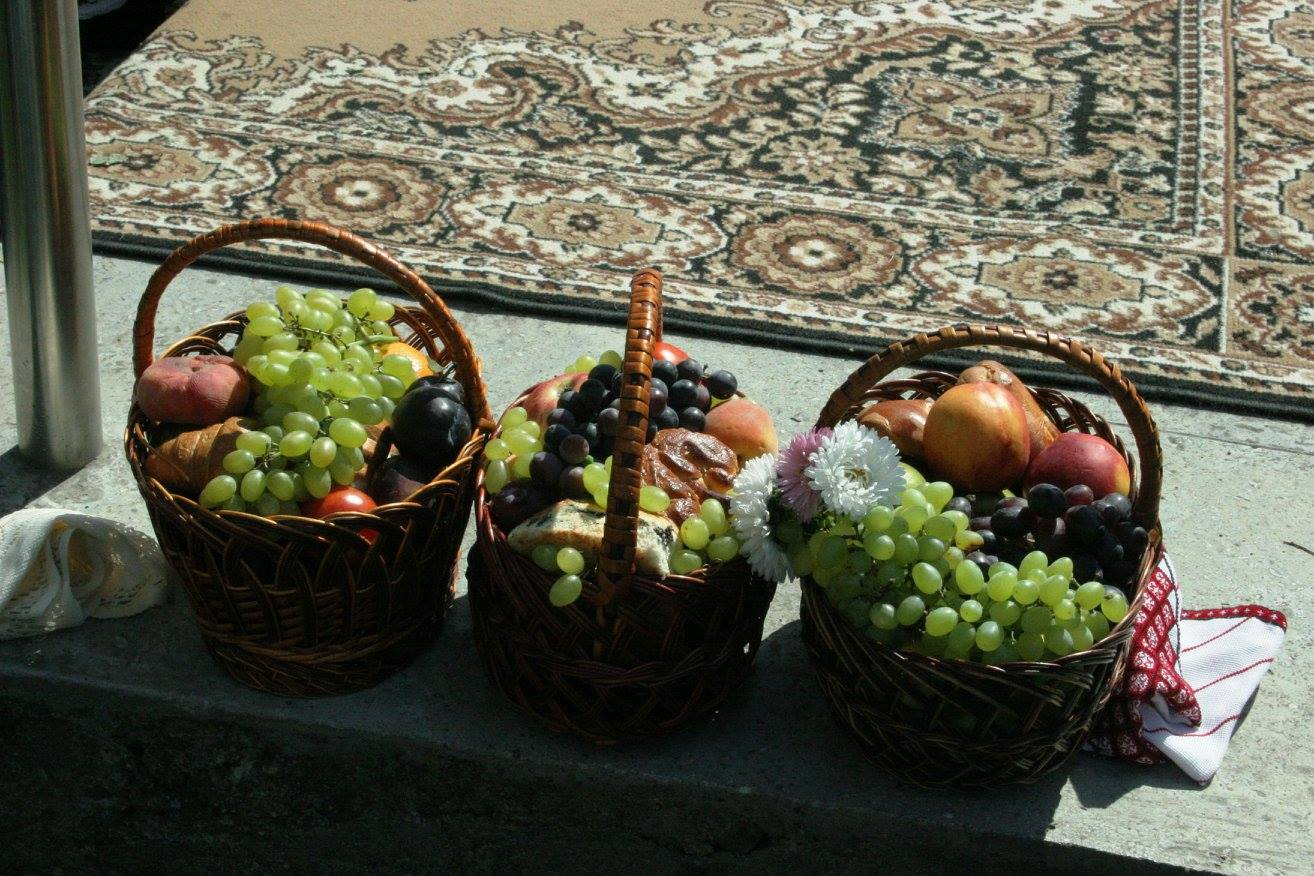
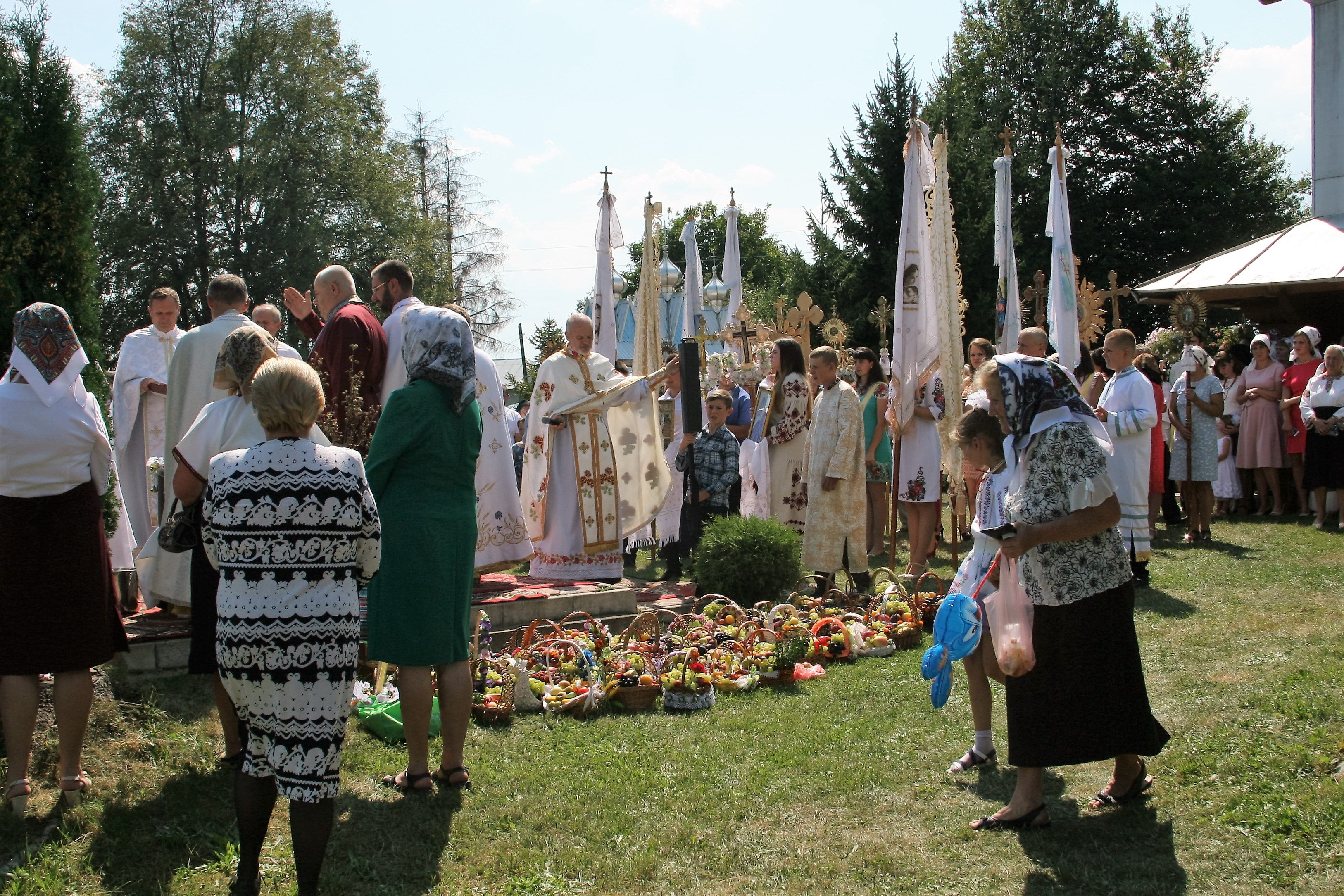